# Liste der Monuments historiques in Vanlay
Die Liste der Monuments historiques in Vanlay führt die Monuments historiques in der französischen Gemeinde Vanlay auf.

## Liste der Immobilien
| Bezeichnung             | Beschreibung                    | Standort                                   | Kennzeichnung | Schutzstatus | Datum | Bild           |
| ----------------------- | ------------------------------- | ------------------------------------------ | ------------- | ------------ | ----- | -------------- |
| Château de Vanlay       | aus dem 16. und 17. Jahrhundert | südwestlich des Ortes (Lage)               | PA00078291    | Inscrit      | 1969  | weitere Bilder |
| Kirche St-Jean-Baptiste | ab dem 12. Jahrhundert          | Place de l’Église (Lage)                   | PA00078293    | Inscrit      | 1984  | weitere Bilder |
| Friedhofskreuz          | Stein, 12. Jahrhundert          | Place de l’Église, auf dem Kirchhof (Lage) | PA00078292    | Classé       | 1912  |                |

## Liste der Objekte
| Bezeichnung                        | Beschreibung | Standort                              | Kennzeichnung | Schutzstatus | Datum | Bild |
| ---------------------------------- | --- | ------------------------------------- | ------------- | ------------ | ----- | ---- |
| Hauptaltar                         | Altartisch, Tabernakel, Retabel und Chorschranke; Kalkstein, Schmiedeeisen, 17. und 19. Jahrhundert; zugehörig PM10003398 bis PM10003400 | in der Kirche St-Jean-Baptiste (Lage) | PM10002731    | Classé       | 1983  |      |
| Skulptur Madonna mit Kind (1)      | Kalkstein, übertüncht, Anfang des 17. Jahrhunderts                                                                                       | in der Kirche St-Jean-Baptiste (Lage) | PM10003398    | Classé       | 1983  |      |
| Skulptur Johannes der Täufer       | Kalkstein, übertüncht, Anfang des 17. Jahrhunderts                                                                                       | in der Kirche St-Jean-Baptiste (Lage) | PM10003399    | Classé       | 1983  |      |
| Gemälde Enthauptung des Täufers    | Ölfarbe auf Leinwand, 17. oder frühes 19. Jahrhundert                                                                                    | in der Kirche St-Jean-Baptiste (Lage) | PM10003400    | Classé       | 1983  |      |
| Skulptur Madonna mit Kind (2)      | Kalkstein, übertüncht, um 1600 | in der Kirche St-Jean-Baptiste (Lage) | PM10004857    | Inscrit      | 1983  |      |
| Skulptur einer heiligen Märtyrerin | Kalkstein, übertüncht, erste Hälfte des 16. Jahrhunderts                                                                                 | in der Kirche St-Jean-Baptiste (Lage) | PM10002732    | Classé       | 1983  |      |
| Skulptur Heiliger Sebastian        | Kalkstein, farbig gefasst, um 1600 | in der Kirche St-Jean-Baptiste (Lage) | PM10004858    | Inscrit      | 1983  |      |
| Kruzifix                           | Eichenholz, farbig gefasst und vergoldet, 17. Jahrhundert                                                                                | in der Kirche St-Jean-Baptiste (Lage) | PM10004855    | Inscrit      | 1981  |      |
| Skulptur Heilige Genoveva          | Kalkstein, farbig gefasst, zweite Hälfte des 16. Jahrhunderts                                                                            | in der Kirche St-Jean-Baptiste (Lage) | PM10004856    | Inscrit      | 1983  |      |